# Marché du Carmel
Pour les articles homonymes, voir Carmel.

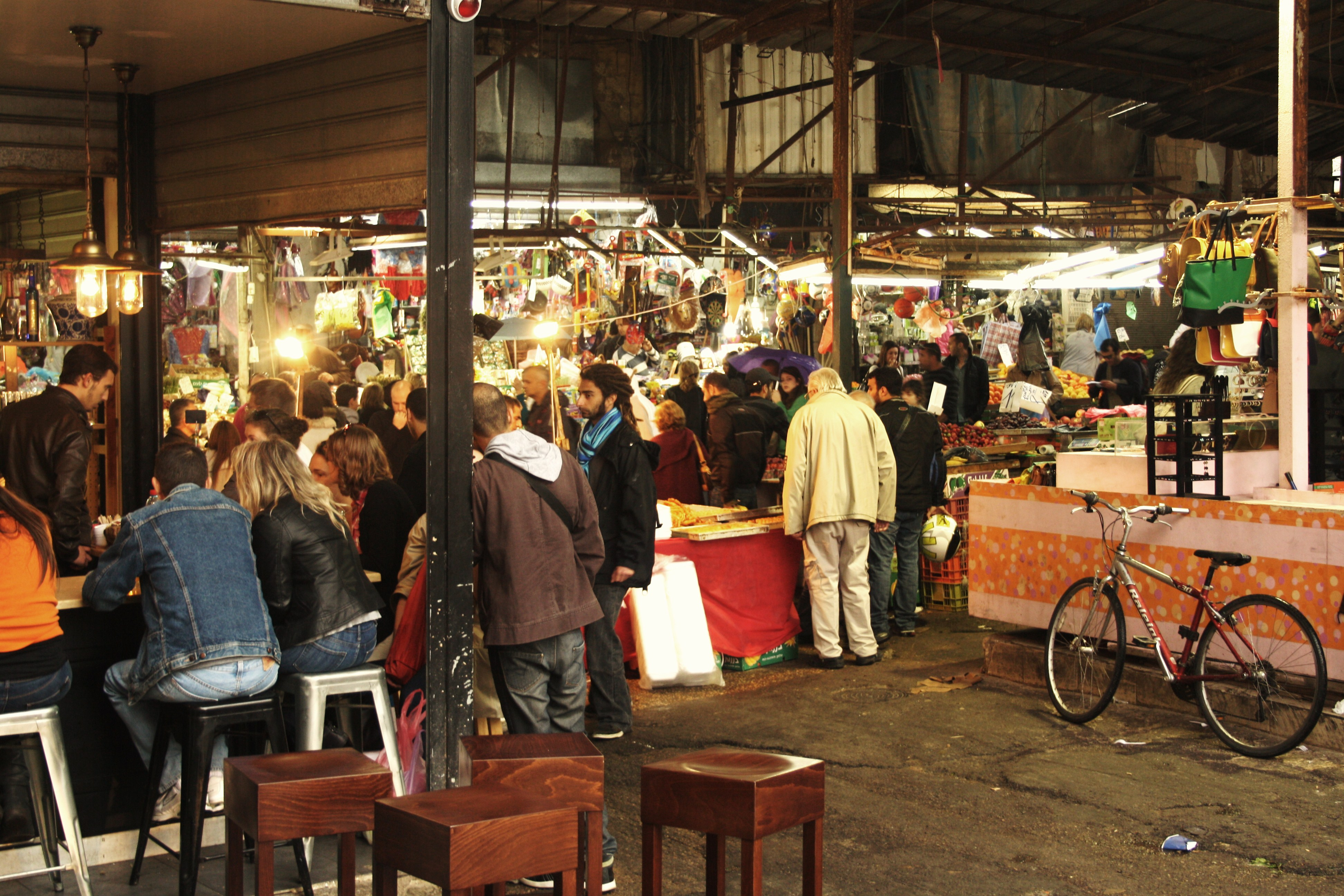
Marché du Carmel en février 2012.

Le marché du Carmel (Hébreu : שוק הכרמל, Shuk HaCarmel) est le plus grand marché extérieur de Tel Aviv, en Israël.
Il se situe au centre-ville, à proximité de la rue Allenby et de la place Magen-David.
On y trouve des primeurs, des bouchers, des poissonniers, des boulangers, des vendeurs d'épices, des fleuristes, des quincailliers, des vendeurs de vêtements et des cafés. 
Il est ouvert tous les jours de la semaine et ferme durant le chabbat. Les jours de grande affluence (mardis et vendredis), on peut y voir des artistes de rue et des artisans qui s'installent sur Nachalat Binyamin.
Le 1er novembre 2004, un kamikaze originaire de Naplouse y actionne une charge explosive à une heure de grande affluence. Trois Israéliens sont tués et une trentaine sont blessés. L'attentat est revendiqué par le Front populaire de libération de la Palestine (FPLP).